# Gammarus stankokaramani
Gammarus stankokaramani is een vlokreeftensoort uit de familie van de Gammaridae. De wetenschappelijke naam van de soort is voor het eerst geldig gepubliceerd in 1976 door G. Karaman. Hij vernoemde de soort naar zijn vader Stanko Karaman.
G. stankokaramani komt alleen (endemisch) voor in het Meer van Ohrid. Dit meer, tussen Albanië en Noord-Macedonië behoort tot de oudste en diepste meren van  Europa en herbergt dan ook diersoorten die elders niet voorkomen. Het dier kan 19 mm groot worden (mannetjes) en is geel tot geelrood van kleur. Het leeft vooral in de diepere delen van het meer. Het kan worden aangetroffen met andere endemische gammariden soorten: G.solidus, G. macedonicus en  G. lychnidensis.